# Angelika Allgayer
Angelika Allgayer (* 25. Juni 1978 in Würzburg) ist eine deutsche Juristin. Sie ist seit dem 1. Februar 2021 Richterin am Bundesgerichtshof.

## Leben und Wirken
Allgayer trat nach Abschluss ihrer juristischen Ausbildung 2005 in den Justizdienst des Freistaats Bayern ein und war zunächst bei der Staatsanwaltschaft Nürnberg-Fürth eingesetzt. Nach ihrer Ernennung zur Staatsanwältin im Februar 2008 wechselte sie im Dezember 2008 als Richterin am Landgericht an das Landgericht Nürnberg-Fürth. Von 2011 bis 2014 war sie als wissenschaftliche Mitarbeiterin zum Generalbundesanwalt beim Bundesgerichtshof abgeordnet. Anschließend folgte eine Abordnung bis 2015 als wissenschaftliche Mitarbeiterin an den Bundesgerichtshof. Nach Beendigung der Abordnung wechselte Allgayer in den Justizdienst des Bundes. 2019 erfolgte ihre Ernennung zur Oberstaatsanwältin beim Bundesgerichtshof. Allgayer ist promoviert.
Das Präsidium des Bundesgerichtshofs wies Allgayer dem vornehmlich für das Bank- und Börsenrecht zuständigen XI. Zivilsenat zu.
Ihr Ehemann Peter Allgayer ist ebenfalls Richter am Bundesgerichtshof. Sie ist Beisitzerin im Vorstand des CDU-Bundesarbeitskreises Christlich-Demokratischer Juristen.